# Atrachycnemis perkinsi
Atrachycnemis perkinsi är en skalbaggsart som beskrevs av Sharp 1903. Atrachycnemis perkinsi ingår i släktet Atrachycnemis och familjen jordlöpare. Inga underarter finns listade i Catalogue of Life.